# La Mesa (Veraguas)
La Mesa è un comune (corregimiento) della Repubblica di Panama situato nel distretto di La Mesa, provincia di Veraguas, di cui è capoluogo. Si estende su una superficie di 165,4 km² e conta una popolazione di 3.338 abitanti (censimento 2010).